# Ян Матзал Троска
Ян Матзал Троска (настоящее имя и фамилия — Ян Матзал) (чеш. Jan Matzal Troska; 3 августа 1881, Валашске-Клобоуки, Моравия (ныне Злинского края Чехии) — 3 сентября 1961, Прага) — чешский писатель-фантаст.

## Биография
После окончания школы пошел работать на завод «Skoda» (Пльзень). Участник Первой мировой войны. В 1917 году был осужден за саботаж и отправлен на итальянский фронт.
После войны, в 1921—1926 работал в Югославии, затем вернулся на родину. С юности из-за болезни Меньера, страдал от приступов длительного головокружения и нарушения координации. Постепенное ухудшение здоровья вынудило его в 49-летнем возрасте уйти на пенсию по инвалидности.

## Творчество
С 1947 года печатался под псевдонимом Ян Троска. Известный также под псевдонимами — J. M. Troska и Ян Мерфорт (Jan Merfort).
Вначале публиковал короткие рассказы и очерки. Первая крупная работа Троска вышла в 1935 году под названием «Божий суд» (Boží soud).
За ним последовали «Властелин глубокого моря» (1936-37, 1941), «Лучи Жизни и Смерти» (1937-39), две трилогии: «Капитан Немо» («Империя Немо», «Приказы из эфира», «Невидимая армия», 1939) и «Борьба с воздухом» («Смертоносный», «Подобный Богу», «Небесная метла», 1940—1941), «Пекло в раю» (1941), «Загадочный остров» (1942) и др.
Последним его фантастическим романом стала «Планета Леон» (1943). Между двумя мировыми войнами в Чехословакии Ян Троска считался автором «твердой» научной фантастики.
После войны почти не публиковался, так как не принимал участия в осуществлении государственной культурной политики коммунистического режима, а также по состоянию здоровья.
Стал переиздаваться с 1991 года.